# 赵莉莎
赵莉莎（1953年12月—），女，河南南乐人，1972年8月参加工作，1982年毕业于复旦大学政治经济学专业，1984年5月加入中共。

## 简历
1982年进入贵州省计委工作，历任综合计划处干部、计划处副处长；
1988年6月，进入海南省经济合作厅工作，历任重工业处副处长、欧洲处副处长、外国政府贷款处副处长、处长、招商处处长、经济合作厅副厅长；
1998年4月，任海南省发展计划厅副厅长；2003年5月，任省发展与改革厅副厅长、省政府招商办主任；2006年7月，任省工业经济与信息产业局局长(其间在中央党校一年制中青年干部培训班学习)；
2008年1月，任海南省政协副主席、省工业经济与信息产业局局长；2009年5月，任海南省政协副主席、省工业和信息化厅厅长；
2010年2月至2017年2月，任海南省政协副主席。